# Evelio Ramírez Gáfaro
Evelio Enrique Ramírez Gáfaro (Pamplona, Norte de Santander; 10 de febrero de 1963) es un oficial de insignia de la Armada Nacional de Colombia. El 10 de diciembre de 2018 fue designado por el presidente Iván Duque Márquez como Comandante de la Armada de la República de Colombia, renunciando a este cargo el 26 de agosto de 2020.
Nació el 10 de febrero de 1963 en Pamplona, Norte de Santander e ingresó a la Escuela Naval de Cadetes Almirante Padilla en 1981, graduándose como Teniente de Corbeta el 1 de diciembre de 1984.

## Mandos
Durante su carrera ha ocupado cargos en la especialidad superficie en las unidades navales Jefe Departamento de Armamento, Jefe Departamento de Operaciones, Segundo Comandante del Buque ARC Caldas; Comandante del Buque ARC Almirante Padilla, Director de Operaciones Navales de la Jefatura de Operaciones Navales, Comandante Comando Específico de San Andrés y Providencia, Jefe Departamento Armada de la Escuela Superior de Guerra y Jefe de Inteligencia Naval, Director de la Escuela Naval de Cadetes «Almirante Padilla», Comandante Fuerza Naval del Caribe.

## Comisiones en el exterior
Ha realizado comisiones al exterior en la Operación UNITAS XLI Fase Caribe, en Puerto Rico, asistió a EXPONAL Chile en el 2006, en Valparaíso, Chile, como Oficial de enlace ante el Comando Sur en Mayport, Estados Unidos, Clausura del Juego de Guerra Interamericano del año 2010, en la República Dominicana,  en visita Oficial conoció la organización e instalaciones de la oficina de Asuntos Regionales de los Estados Unidos de América y la visita Oficial a la Aduana Francesa.

## Condecoraciones
- Medalla Militar Escuela Superior de Guerra.
- Medalla Servicios Distinguidos a la Armada Nacional.
- Medalla Militar Ministerio de Defensa Nacional.
- Medalla Militar Francisco José de Caldas.
- Orden del Mérito Naval “Almirante Padilla”.
- Orden del Mérito Militar Antonio Nariño.
- Medalla Militar Fe en la Causa.
- Medalla al Mérito Logístico y Administrativo Contralmirante Rafael Tono.
- Medalla Navy and Marine Corps Achievement.[3]
- Orden de la Estrella de la Policía, grado Estrella Cívica, categoría Gran Oficial.[4]

| Predecesor: Ernesto Durán González | Comandante de la Armada de la República de Colombia 14 de diciembre de 2018 - 26 de agosto de 2020 | Sucesor: Gabriel Alfonso Pérez Garcés |